# Беруилес (Олбија-Темпио)
Беруилес је насеље у Италији у округу Сасари, региону Сардинија.
Према процени из 2011. у насељу је живело 219 становника. Насеље се налази на надморској висини од 67 м.